# Сюэ Тао
Сюэ́ Та́о (768—831) — китайская поэтесса и куртизанка периода правления династии Тан.

## Биография
Родилась в Чанъане, столице империи Тан, в семье небогатого чиновника Сюэ Юна, который сумел дать ей классическое образование. Стихи начала писать с 8 лет. В юные годы вместе с отцом переехала в Чэнду в связи с назначением последнего сборщиком налогов в этом городе. Здесь Сюэ Юн договорился о выдаче дочери замуж за Сё Гуанцзу, представителя местной аристократической семьи, но практически сразу же после этого умер, не оставив Сюэ Тао средств к существованию; её брак в итоге не состоялся. Вскоре она стала цзинюй (куртизанкой) в «весеннем квартале». Благодаря своему уму и стихотворениям она вскоре получила большую известность в городе и окрестностях, свела знакомства со многими известными поэтами тогдашнего Китая — Бо Цзюйи, Ду Му, Лю Юйси, Чжан Цзы, Юань Чжэнем, поддерживая с ними переписку и будучи любовницей Юань Чжэня.
В 805 году она стала фавориткой и личным секретарём Вэй Гао, военного губернатора провинции Сычуань, но 13 сентября того же года он умер. После этого Сюэ Тао поселилась в собственном доме с парком Ваньцзянлоу, живя в уединении, но продолжая писать стихи и общаться с поэтами до своей смерти в 831 году. В последние годы жизни интересовалась даосизмом.
Сюэ Тао написала около 450 стихотворений и поэм, из которых до наших дней сохранилось только 100; наиболее известен её цикл стихов «Десять расставаний». Основные темы творчества поэтессы — любовь, природа, воспевание красоты и свободной любви. Кроме этого Сюэ Тао была известна авторством так называемых «стихов на случай» и подражаниями народным песням. Ей также приписывается изобретение специальной бумаги для переписки — «красной бумаги Сюэ Тао», которую она якобы делала из коры и листьев гибискуса с добавлением рисовой соломы, сока герани и зелёных орхидей.